# James Bain
Pour les articles homonymes, voir Bain.
James Bain (2 août 1842 – 22 mai 1908) est un libraire, éditeur, et bibliothécaire canadien et écossais. Après avoir dirigé une maison d'édition, Bain a été sélectionné en 1883 pour devenir le premier bibliothécaire en chef de la Bibliothèque publique de Toronto. Il a occupé ce poste jusqu'en 1908.

## Biographie
James Bain est né le 2 août 1842 à Londres. Ses parents, James Bain et Joanna Watson, sont originaires d'Écosse. Après un séjour de deux ans à Édimbourg, la famille déménage en 1846 à Toronto où James Bain père est nommé directeur d'une librairie-papeterie. James Bain fils fréquente la Toronto Academy et la Toronto Grammar School avant de quitter les bancs de l'école en 1856, à 14 ans, pour travailler avec son père. Pendant près de trois décennies, il occupe divers emplois dans le monde de l'édition.
En janvier 1883, après une campagne menée par l'échevin et marchand John Hallam, la ville de Toronto se dote d'un règlement visant à établir une bibliothèque publique sur son territoire. Un conseil d'administration, présidé par Hallam, est alors chargé de dénicher un bibliothécaire en chef. Quatre candidats briguent le poste : James Bain, John Charles Dent, Graeme Mercer Adam et John Thomas Bulmer. Après un processus tumultueux, Bain est élu par le conseil et devient le premier bibliothécaire en chef de la Bibliothèque publique de Toronto.
La première mission de Bain est de développer une collection pour la bibliothèque centrale. Puisque cette dernière doit s'installer dans le bâtiment qui abrite le Mechanics' Institute, il commence par analyser les 10 000 volumes qui s'y trouvent et en sélectionne 7 434. Par la suite, Bain voyage avec Hallam en Angleterre et aux États-Unis où ils achètent 23 177 livres supplémentaires pour compléter la collection initiale de la bibliothèque. Cette dernière ouvre officiellement ses portes dans le bâtiment rénové du Mechanics' Institute le 6 mars 1884.

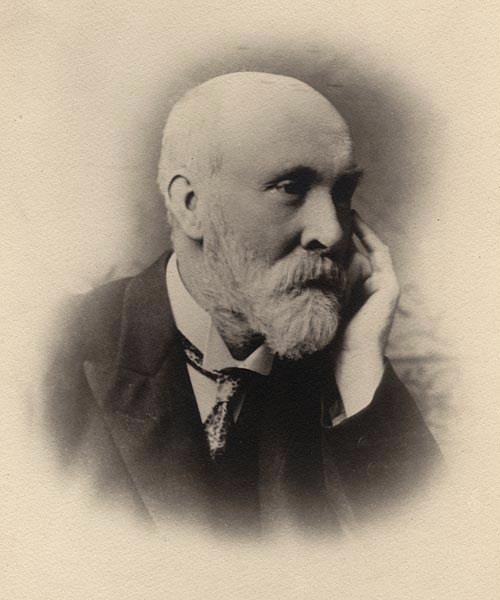
James Bain vers la fin de sa vie.

En 1900, Montréal accueille le premier congrès de l'American Library Association (ALA) au Canada. Charles Gould, le bibliothécaire de l'Université McGill, demande l'aide de Bain pour attirer le plus de bibliothécaires canadiens possible à l'événement. Gould souhaite d'ailleurs profiter de l'occasion pour consolider les liens entre les bibliothécaires canadiens et discuter de la possibilité de créer une association canadienne des bibliothécaires. Finalement, l'idée d'une organisation regroupant plusieurs provinces est abandonnée, mais quelques bibliothécaires ontariens décident de créer l'Ontario Library Association (OLA). Bain, qui participe aux discussions, est nommé président de cette nouvelle organisation.
En décembre 1902, Bain écrit à Andrew Carnegie afin d'obtenir des fonds supplémentaires pour développer la Bibliothèque publique de Toronto. Il reçoit une réponse positive de James Bertram, le secrétaire de Carnegie, qui lui propose 350 000$ pour construire une nouvelle bibliothèque centrale et trois succursales. Cette proposition cadre avec la philosophie de Bain, qui considère que la bibliothèque centrale joue d'abord un rôle de référence et que les succursales, quant à elles, servent à faire circuler les livres populaires. Bain inaugure la succursale de Yorkville le 14 juin 1907 et participe à l'élaboration des plans de la bibliothèque centrale ainsi que de la succursale de Queen and Lisgar.
Après avoir occupé pendant presque vingt-cinq ans le poste de bibliothécaire en chef de la Bibliothèque publique de Toronto, James Bain décède d'un cancer le 22 mai 1908.